# Thomas François Burgers
Thomas François Burgers (ur. 15 kwietnia 1834 – zm. 9 grudnia 1881) – transwalski polityk, prezydent Transwalu w latach 1871–1877.
Był najmłodszym dzieckiem Barenda i Elizabeth Burger, urodził się na farmie Langefontein w pobliżu Graaff-Reinet. Po studiach teologicznych na uniwersytecie w Utrechcie w Holandii, Burgers został w 1859 roku pastorem w miasteczku Hanover. W 1862 roku jego nieortodoksyjny pogląd na kwestie religijne spowodował krytykę i zawieszenie przez synod w 1864 roku, co anulował w rok później sąd.
W roku 1871 został wybrany prezydentem Transwalu, zdobywając ponad 87% głosów. W 1875 prezydent rozpoczął planowanie budowy linii kolejowej, która miała połączyć Transwal z wybrzeżem. W celu zdobycia środków udał się w podróż do Europy. Ostatecznie plany budowy nie zostały zrealizowane.
W 1877 roku, wykorzystując narastające niezadowolenie ludności i niepopularność Burgersa, Wielka Brytania dokonała aneksji Transwalu. Sam Burgers wycofał się wówczas z życia publicznego i osiadł ponownie w Kolonii Przylądkowej, gdzie zmarł w roku 1881, w wieku 47 lat.